# 江湾清真寺
江湾清真寺是位于中華人民共和國上海市杨浦区的一個清真寺，总建筑面积2401.9平方米，其中地上三层，地下一层。1928年，江蘇淮阴籍穆斯林杨永寿将其位於通州路义兴里20号住家楼上闢為礼拜殿。1937年淞滬會戰爆发後，在上海的苏北籍穆斯林離開上海回到家鄉避难，礼拜殿的礼拜停止。抗日战争胜利後，苏北籍穆斯林重返上海，先后在杨树浦路、保定路等处開闢礼拜场所，並定名苏北回教堂。1953年和1956年，穆斯林買下景星路的四间平房修建清真寺。1959年7月，清真寺与汾州路清真寺合并，並更名為沪东清真寺。1985年，寺房整修，並再次更名為景星路清真寺。2003年3月7日 ，杨浦区区政府打算將景星路清真寺易地重建。2010年6月22日，在政府路重建後的江灣清真寺建成。